# 池秀妍
池秀妍（韓語：지수연，1991年10月26日—），韓國模特兒、女演員。2011年開始從事模特兒工作，2015年透過KBS2水木劇《不善良的女人們》以演員出道。原以藝名池易洙（지이수）進行演藝活動，2025年8月1日宣布更改藝名為池秀妍。

## 影視作品

### 劇集
| 年份 | 播放平台  | 劇名                     | 角色           | 備註  |
| 2015 | KBS2      | 《不善良的女人們》       | 在京           | 配角  |
| 2016 | KBS1      | 《怪異家族》             | 李世羅         | [ 3 ] |
| 2016 | tvN       | 《我親愛的朋友們》       | 尚淑           | 配角  |
| 2016 | SBS       | 《Doctors》              | 劉星           | 配角  |
| 2016 | MBC       | 《拖旅行箱的女人》       | 白珍書         | 配角  |
| 2016 | JTBC      | 《所羅門的偽證》         | 班主任         | 配角  |
| 2018 | NAVER TV  | 《登入你心》             | 韓泰伊         | 主演  |
| 2019 | KBS2      | 《各位國民》             | 羅寶妍         | 配角  |
| 2019 | KBS2      | 《山茶花開時》           | Jessica 朴尚美 | 主演  |
| 2021 | Netflix   | 《不瘋不狂不愛你》       | 前未婚妻       |       |
| 2022 | IHQ       | 《Sponsor》              | 朴多順         | 主演  |
| 2024 | Channel A | 《結婚吧You》            | 吳仁娥         | 主演  |
| 2025 | Netflix   | 《無赦之仇》             | N.Clean職員    |       |
| 2025 | JTBC      | 《夢想成為律師的律師們》 | 薛姸雅         | 客串  |

### 電影
| 年份 | 片名                 | 角色                   | 性質 | 備註   |
| 2019 | 《加油，李先生》     | 智安                   | 配角 |        |
| 2020 | 《魂：恐怖的開始》   | 韓珠                   | 主演 | [ 11 ] |
| 2020 | 《詭憶》             | 金宥貞                 | 配角 |        |
| 2022 | 《夜叉：浴血諜戰》   | 惠珍                   | 配角 | [ 12 ] |
| 2023 | 《首爾單身日記》     | 藝利                   | 配角 | [ 13 ] |
| 2024 | 《FIGHTING！女孩們》 | 現代中央高中啦啦隊隊長 | 客串 |        |

### MV
| 日期          | 歌名               | 歌手       | 備註   |
| 2014年7月11日 | 《Beauty Beauty》  | 金賢重     | [ 14 ] |
| 2015年1月25日 | 《漂亮（Pretty）》 | INFINITE H | [ 15 ] |

## 外部連結
- 官方网站
- 池秀妍的Instagram帳戶
- 池秀妍在NAVER上的资料
- 池秀妍在Daum上的资料
- 池秀妍在韩国电影数据库（KMDb）上的資料（韓語）
- 池秀妍在互联网电影资料库（IMDb）上的資料（英文）
- 池秀妍在HanCinema的頁面（英文）